# 東京税関監視部麻薬探知犬訓練センター
東京税関監視部麻薬探知犬訓練センター（とうきょうぜいかんかんしぶまやくたんちけんくんれんセンター）は、千葉県成田市にある全国の税関に配備される麻薬探知犬を育成訓練する、日本で唯一の麻薬探知犬訓練センターである。

## 概要
増大する麻薬類の密輸入を水際で防ぐ目的で、昭和54年6月に米国税関の協力を得て米国で育成、訓練された麻薬探知犬2頭を導入したのが始まりである。日本では昭和55年9月から育成、訓練を開始。ジャーマン・シェパード・ドッグの「シェリー号」が、国内麻薬探知犬の第1号として昭和56年4月に認定。昭和62年10月、東京税関麻薬探知犬訓練センターが開設。以後、全国の税関で約100頭の麻薬探知犬が配備され、活躍している。
訓練内容は主に、大麻や大麻樹脂の匂いをつけたダミーを見つける訓練をマスターし、本物の大麻や大麻樹脂を使った訓練を行い、麻薬探知犬を訓練、育成していく。年2回、各50頭ほど訓練犬がセンターで訓練を受けるが、そのうち試験に合格し、麻薬探知犬として現場で働く犬は、約2割程である。

## 所在地
- 286-0116
千葉県成田市三里塚御料牧場1-45

## 沿革
- 1987年（昭和62年）10月 - 東京税関に麻薬探知犬訓練センターを成田市に開設。